# Smith & Wesson Model 586

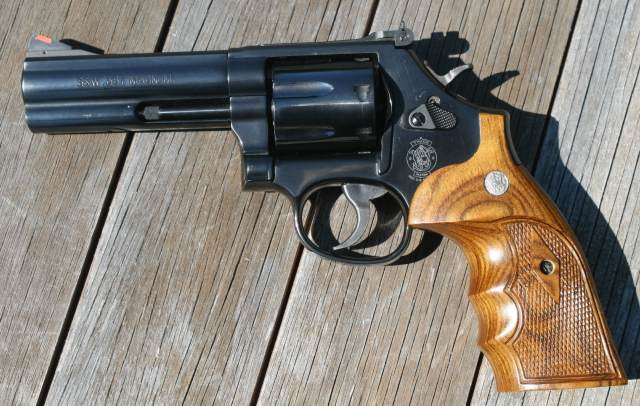
Le S&W M586 dans sa version à canon de 10 cm.

 Commercialisé de 1981 à la fin dès années 2000 (réintroduit en 2012 pour les collectionneurs), le revolver américain Smith & Wesson  Model 586 est une arme polyvalente  à  visée réglable et platine double action produite par Smith & Wesson. Muni d’une visée réglable, il donna naissance au Smith & Wesson 686, construit en acier inoxydable. Parallèlement les S&W Model 581 & Model 681 (à visée fixe) ont été produits pour le marché des armes de police.

## Variantes de production
Au cours de ses années de production, les modifications subies par cette arme ont donné naissance à 9 sous-variantes numérotées 586 à 586-8 par S&W.

## Données techniques
- Matériaux : acier au  carbone.
- Finition : Noir mat
- Chassis carcasse type : L
- Munition : .357 Magnum. Peut être chargé avec du .38 Spécial.
- Barillet : 6 coups ; 7 coups pour le 586-7 (vendu seulement en 2006)
- Longueur du canon :  101, 152 ou 213 mm. Des séries spéciales du 586 ont été dotées de canons de 64 mm  ou de 76 mm(encore plus rares)
- Longueur totale : 243 mm, 287 mm ou 351 mm ; les revolvers à canon de 64 mm mesurent 191 mm.
- Masse à vide : 1 162, 1 304 ou 1 503 g ; les revolvers à canon de 64 mm pèsent 1 013 g.
- Masse du révolver chargé (variable selon les munitions utilisées) : 1 260, 1 402 ou 1 602 g ; le revolver à canon de 64 mm pèse 1 102 g.

## Diffusion
Il est aussi d'usage courant aux États-Unis comme arme de défense personnelle, mais il a été aussi utilisé par quelques polices municipales et bureaux du shérifs avant l’arrivée des Beretta 92 (puis 96) et surtout Glock 22. En  Europe, il est préféré par  les tireurs sportifs.

A la fin des années 1990, une version du S&W 586 avec canon de quatre pouces est créée à la demande du GIGN afin de remplacer ses Manurhin MR 73 de dotation. Quatre prototypes seront fabriqués, et une commande de 150 pièces est au départ envisagée. Finalement, le projet n'est pas retenu, et le GIGN conserve ses Manurhin 73, fabriqué par Chapuis. Le GIGN utilisa néanmoins la version inoxydable du 586 - le modèle 686, pour ses plongeurs offensifs.

## Apparitions dans la fiction populaire
Moins coûteux que le S&W Model 686, ce révolver des personnages de nombreux films dont Le Saint, Randonnée pour un tueur, V pour Vendetta ou la nouvelle version de L’Aube Rouge.
À la télévion, il apparait dans des épisodes  des séries Medicopter et Supernatural. Il arme aussi l'inspecteur Frank Giambone dans la série canadienne Brigade de nuit dans la serie française Sheriff qui utilise la version inoxydable.
Enfin, il est présent dans la série d'animation japonaise Gankutsuou librement inspirée par le roman Le Comte de Monte-Cristo écrit par Alexandre Dumas.

## Sources et bibliographie francophone
Cette notice est issue de la lecture des revues  et ouvrages spécialisés  de langue française suivantes :
- Cibles (FR)
- Action Guns (Fr)
- R. Caranta, Pistolets & revolvers, aujourd'hui, 5 tomes, Crépin-Leblond, 1998/2009
- P. Caiti, Pistolets & revolvers d’aujourd'hui, Éditions de Vecchi, 1993